# 乌伊蒂科什
乌伊蒂科什，是匈牙利豪伊杜-比豪尔州所辖的一个村。总面积35.29平方公里，总人口913，人口密度25.9人/平方公里（2011年1月1日）。